# NGC 7680-1
NGC 7680-1 is een elliptisch sterrenstelsel in het sterrenbeeld Pegasus. Het hemelobject werd op 2 november 1790 ontdekt door de Duits-Britse astronoom William Herschel.

## Synoniemen
- UGC 12616
- MCG 5-55-23
- ZWG 497.25
- PGC 71541